# Soriguera
Soriguera es una localidad y municipio español de la provincia de Lérida, en la comunidad autónoma de Cataluña. Está situado al sur de la comarca del Pallars Sobirá. La cabecera municipal se encuentra en la localidad de Vilamur.

## Historia
A mediados del siglo XIX este municipio se denominaba Soriquera. En la década de 1970 creció el término al incorporar a Estac.

## Demografía
Cuenta con una población de 444 habitantes (INE 2024).
| Gráfica de evolución demográfica de Soriguera entre 1842 y 2021 |
| |
| Población de derecho según los censos de población del INE Población de hecho según los censos de población del INEEn estos censos se denominaba Soriquera: 1842 Entre el censo de 1857 y el anterior, crece el término del municipio porque incorpora a 255175 (Freixá), 255209 (Les Llagunes), 255223 (Malmercat), 255298 (Puigforníu), 255320 (Rubió), 255367 (Tornafort), 255393 (Vilamur) Entre el censo de 1981 y el anterior, crece el término del municipio porque incorpora a 25083 (Estach) |

| 1900 | 1930 | 1950 | 1970 | 1981 | 1986 |
| ---- | ---- | ---- | ---- | ---- | ---- |
| 645  | 648  | 505  | 425  | 260  | 291  |

## Núcleos de población

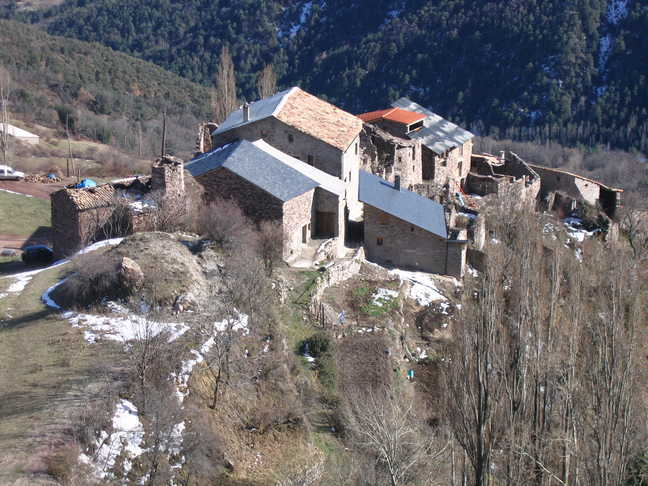
Núcleo de Mencui

Soriguera está formado por dieciséis núcleos o entidades de población. 
Lista de población por entidades:
| Entidad de la población | Habitantes (2005) |
| ----------------------- | ----------------- |
| Arcalís                 | 23                |
| Baro                    | 41                |
| Embonui                 | 12                |
| Escós                   | 22                |
| Estach                  | 19                |
| Freixá                  | 2                 |
| Les Llagunes            | 51                |
| Llavanes                | 0                 |
| Malmercat               | 21                |
| Mencui                  | 1                 |
| Puigforníu              | 11                |
| Rubió                   | 11                |
| Sabarneda               | 5                 |
| Soriguera               | 20                |
| Tornafort               | 34                |
| Vilamur                 | 63                |

## Administración
| Periodo   | Nombre                      | Partido                                                       |
| --------- | --------------------------- | ------------------------------------------------------------- |
| 2003-2007 | Vicenç Mitjana Rabasa       | PSC                                                           |
| 2007-2011 | Vicenç Mitjana Rabasa       | PSC                                                           |
| 2011-2015 | Albert Vilardell Capell     | CiU                                                           |
| 2015-2019 | Xavier Pedemonte García     | Assemblea Popular de Soriguera - Candidatura d'Unitat Popular |
| 2019-2023 | Josep Ramon Fondevilla Isús | IxS-AM                                                        |

## Lugares de interés
- Parque natural del Alto Pirineo
- Despoblado de Santa Creu, despoblado ibérico del 1600 a. C.
- Poblado medieval de Vilamur
- Restos del antiguo castillo de Arcalís
- Pico del Orri, cumbre de 2400 m s. n. m. que ofrece vistas sobre todas los valles de los alrededores.